# Anastasiya Míshina
Anastasiya Víktorovna Míshina (en ruso: Анастасия Викторовна Мишина; San Petersburgo, 24 de abril de 2001) es una deportista rusa que compite en patinaje artístico, en la modalidad de parejas.
Participó en los Juegos Olímpicos de Pekín 2022, obteniendo dos medallas de bronce, en las pruebas de parejas (con Alexandr Galiámov) y equipo.
Ganó una medalla de oro en el Campeonato Mundial de Patinaje Artístico sobre Hielo de 2021 y una medalla de oro en el Campeonato Europeo de Patinaje Artístico sobre Hielo de 2022.

## Palmarés internacional
| Juegos Olímpicos   | Juegos Olímpicos   | Juegos Olímpicos  | Juegos Olímpicos |
| Año                | Lugar              | Medalla           | Prueba           |
| ------------------ | ------------------ | ----------------- | ---------------- |
| 2022               | Pekín (China)      | Medalla de bronce | Parejas          |
| 2022               | Pekín (China)      | 3                 | Equipo           |
| Campeonato Mundial |                    |                   |                  |
| Año                | Lugar              | Medalla           | Categoría        |
| 2021               | Estocolmo (Suecia) | Medalla de oro    | Parejas          |
| Campeonato Europeo |                    |                   |                  |
| Año                | Lugar              | Medalla           | Categoría        |
| 2022               | Tallin (Estonia)   | Medalla de oro    | Parejas          |